# Cezinha de Madureira
Antonio Cezar Correia Freire (Ipiaú, 12 de dezembro de 1973)  é um jornalista, radialista, pastor evangélico e político brasileiro, filiado ao PSD,

## Biografia
Foi eleito Deputado Estadual em São Paulo em 2014.
Em 2018 foi eleito a Deputado Federal por São Paulo
Sua candidatura significou vitória de um projeto político da Assembleia de Deus Ministério De Madureira, sob a coordenação do Bispo Samuel Ferreira, o qual chama de Pai, e do ex-deputado federal Manoel Ferreira.
Foi reeleito em 2022 como Deputado Federal por São Paulo.